# Шельфовий льодовик Росса

Найбільші шельфові льодовики Антарктиди.
Росса (472960 km²)
Ронне-Фільхнера (422420 km²)
Еймері (62620 km²)
Ларсена (48600 km²)
Рісер-Ларсена (48180 km²)
Фімбул (41060 km²)
Шеклтона (33820 km²)
Гетц (32810 km²)
Георга VI (23880 km²)
Західний (16370 km²)
Вілкінса (13680 km²)

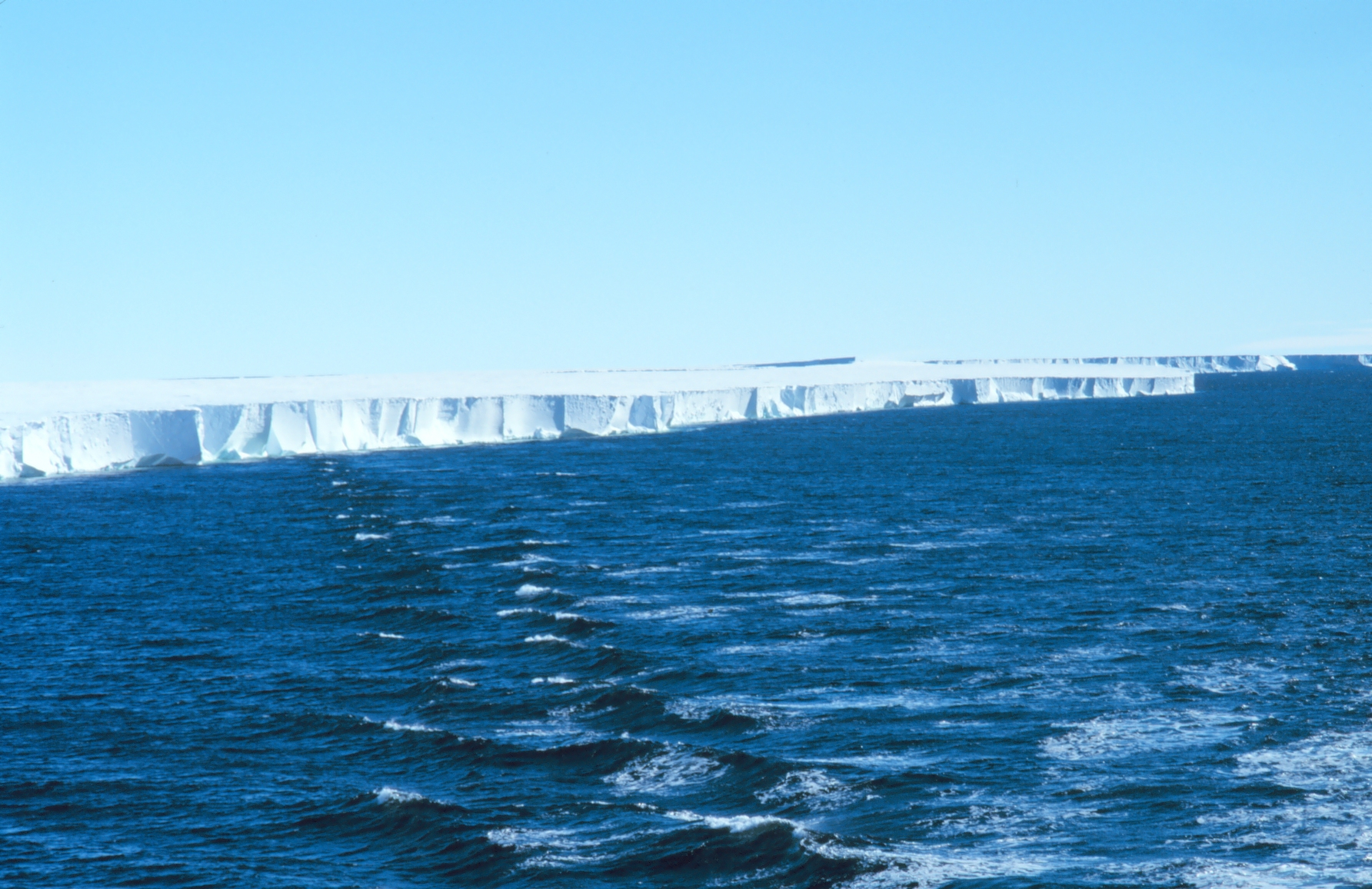
Шельфовий льодовик Росса в 1997 році.

Бар'є́р Ро́сса — стрімкий, часто прямовисний обрив краю шельфового льодовика, що спускається з Антарктиди в південній частині моря Росса і між 77°30' і 78° пд. ш. протягом близько 800 км утворює його берег. Висота бар'єру Росса в середньому 30—40 м, місцями до 73 м. Площа зайнятої льодовиком мілководної частини моря Росса досягає 400 000 км². Він є найбільшим шельфовим глетчером в Антарктиді, носить ім'я знаменитого англійського дослідника Арктики і Антарктиди - Джеймса Кларка Росса.

## Історія дослідження
У 1831 Джеймс Кларк Росс встановив розташування Північного магнітного полюса і наступні кілька років намагався знайти морський шлях до південного. У січні 1841 експедиція англійського адміралтейства на кораблях "Erebus" і "Terror" зі спеціально укріпленими дерев'яними корпусами пройшли через Паковий лід в Тихому океані і через чотири дні вийшли до відкритого моря. Однак плани Росса не збулися, і 11 січня експедиція виявила на своєму шляху величезну брилу льоду. Пізніше декілька географічних об'єктів у цьому районі отримали ім'я Росса, а два вулкана ( Еребус і Терор) були названі іменами кораблів експедиції.
Для перших антарктичних дослідників, що прагнуть досягти Південного полюса, шельфовий льодовик Росса став відправною точкою. У першій розвідці району Роберт Фалкон Скотт провів значні дослідження шельфу та його околиць. Ці дані були представлені на лекції 7 червня 1911, а потім опубліковані. У Китової бухті розташовувалася дослідницька база Фрамхейм норвезької експедиції Роальда Амундсена.
Амундсен і Скотт на шляху до Південного полюса в 1911 році перетнули шельф. Полярна експедиція Скотта, яка стартувала з острова Росс, згодом загинула на зворотному шляху в 1912.
У період 1929-1959 роки у східній частині шельфового льодовика Росса перебувала група баз Літл-Америка антарктичної експедиції США. У цей час на західному кордоні льодовика розташовується велика американська станція Мак-Мердов.
Дослідження дозволили висунути нові цікаві точки зору. Одна з таких теорій, запропонована в 2006, виходячи з даних геологічної розвідки, стверджує, що раніше шельфовий льодовик вже руйнувався, можливо несподівано, і що цей процес може повторитися.
На території льодовика вчені виявили скам'янілі рештки тварин і рослин, що свідчить про те, що Антарктида була колись частиною давнього континенту Гондвани.
Льодовик Бірдмора й кілька інших великих льодовиків, спускаючись з Трансантарктичних гір, тиснуть на льодовик Росса і збільшують його масу. Тому він постійно рухається до моря з середньою швидкістю від 1,5 до 3 метрів у день. У міру просування лід тане знизу, утворюючи холодні придонні течії.
В 2024 році дослідники з Вашингтонського університету в Сент-Луїсі також виявили пружні хвилі, які змушують шельфовий льодовик Росса зсуватися вперед один або два рази на день приблизно на 6-8 см. Аналіз показав, що різкі рухи викликані крижаними потоками, що підживлюють льодовик.
Живлення льодовика відбувається за рахунок сповзання льодовикових мас з прилеглих до моря частин материка і частково за рахунок снігу, що лежить на самій поверхні льодовика; лід видаляється внаслідок відокремлення від краю льодовика льодових гір — айсбергів, що виносяться вітром та течіями на північ у відкритий океан.

## Тріщини глетчера
Зовнішній край льодовикового щита піддається дії штормів, припливів і відпливів, тому тут він і розтріскується. Розломи і тріщини тягнуться на багато кілометрів, часто утворюючи широкі промоїни. Але вони характерні лише для крайової зони цієї монолітної брили. Загалом на шельфових льодовиках немає тріщин, і рухатися ними простіше, ніж льодами Антарктиди.